# Yórgos Stamboulópoulos
Yórgos Stamboulópoulos (en grec : Γιώργος Σταμπουλόπουλος) né en 1936 à Athènes est un réalisateur, scénariste, directeur artistique et producteur grec.

## Biographie
En 1955, Yórgos Stamboulópoulos devient assistant réalisateur. Il travaille ainsi sur les tournages d'une cinquantaine de films dont Maddalena ou Aliki dans la marine.
Il tourne son premier film Lettre ouverte juste au moment du coup d'État des colonels. Le film sort à l'étranger où il est récompensé, mais peut sortir en Grèce qu'après la chute de la dictature. Stamboulopoulos doit alors se contenter d'un travail alimentaire : il réalise des publicités.
Il ne revient à la réalisation qu'en 1980.

## Filmographie sélective
- 1965 : Mon île Skyros (To nisi mou i Skyros) documentaire
- 1968 : Lettre ouverte (Anichti epistoli)
- 1971 : Festival de Grèce (Festival stin Ellada) documentaire
- 1980 : En marchant vers la gloire (Kai xana pros ti doxa trava)
- 1983 : Attention danger (Prosohi, kindynos!)
- 1991 : Deux Soleils dans le ciel (Dyo ilioi ston ourano)
- 2006 : Pandora